# 이정자 (1947년)
이정자(李正子, イ・チョンジャ, 1947년 ~ )는 미에현 이가시 출신의 재일 한국인 2세인 여성 와카(和歌) 작가이다. 최종 학력은 미에 현립 우에노 고등학교를 졸업했다.

## 특색
대한민국특유의 풍습, 문화등에 관련된 것을 있는 그대로 표현하고, 표현할 것을 두려워하지 않고 일반적으로는 한자로 쓴 것을 알파벳으로 쓰는 등, 시선을 끄는 뛰어난 작풍이 특색이다.